# Tono humano
Tono humano o semplicemente tono è una canzone strofica che rappresenta il genere di musica vocale profana più importante del XVII secolo spagnolo.

## Caratteristiche
Ha caratteristiche comuni ad altri generi musicali coevi come il romance e il villancico: l'uso di una pratica compositiva basata sull'improvvisazione, la variazione e il contrafactum, l'utilizzo della lingua vernacolare. I tono venivano eseguiti con strumenti a corda pizzicata: fondamentalmente arpa e chitarra.
Nella prima metà del XVII secolo, i tono venivano cantati a più voci e potevano essere anche di argomento sacro (tono a lo divino), mentre a partire dalla seconda metà del secolo iniziò a diffondersi il tono humano a solo con accompagnamento di basso continuo, di argomento profano e principalmente amoroso.